# Kim Chaek

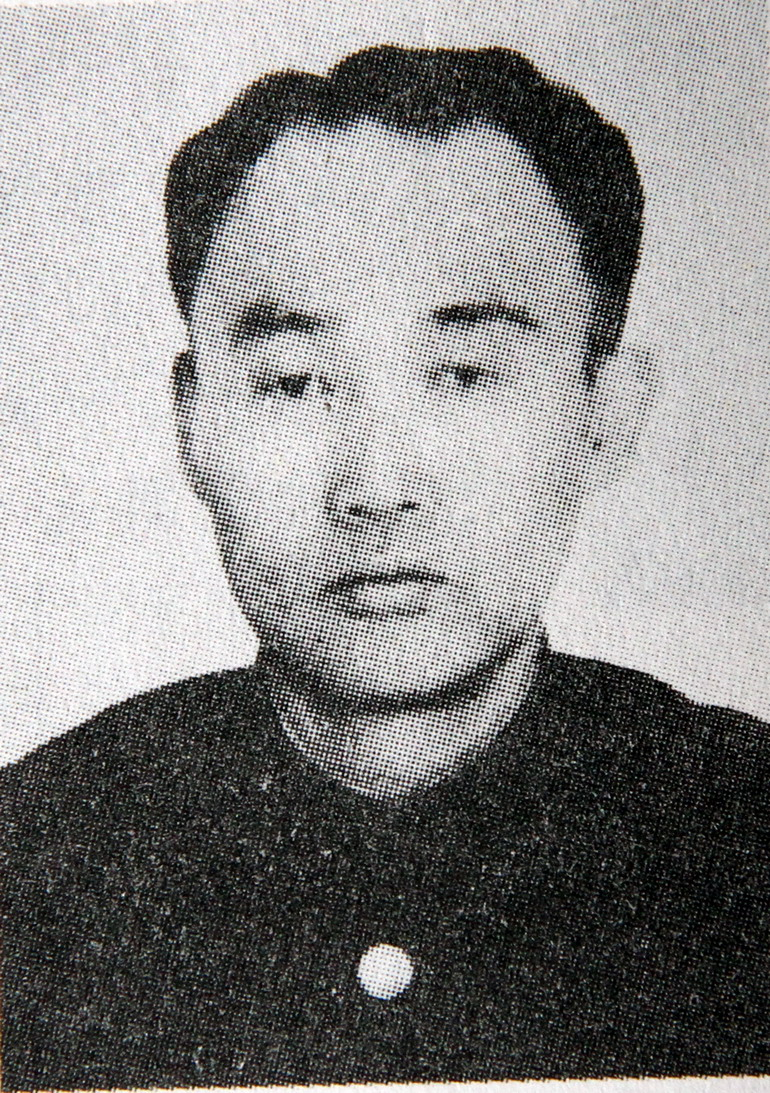

Kim Ch'aek, född 14 augusti 1903 i Norra Hamgyong, 31 januari 1951 var en nordkoreansk general och politiker som spelade en viktig roll under Koreakriget.
Kim gick med i Kinas kommunistiska parti 1925 och blev en viktig allierad till Kim Il-sung i dennes gerillaverksamhet mot japanerna i Manchukuo och norra Korea under 1930-talet. På grund av Japans offensiv mot gerillorna tvingades han söka sin tillflykt i sovjetiska fjärran östern 1940. Han stannade i Sovjetunionen under kriget och återvände till Korea med Röda arméns 88:e brigad i augusti 1945. Efter Demokratiska folkrepubliken Koreas grundande 1948 var han bland annat vice premiärminister och industriminister.
När Koreakriget bröt ut 1950 blev han ett högt uppsatt befäl i Koreanska folkarmén och ledde operationer bakom fiendens linjer efter slaget vid Inchon. han dödades i en bombräd i januari 1951.
Han har bland annat gett namn åt orten Kimchaek och Kim Chaeks tekniska universitet.